# Singer Song Writer
Singer Song Writer（シンガー・ソング・ライター）は、株式会社インターネットが制作・販売をしている日本製DAW。省略してSSWと表現されることが多い。通常バージョンに対して、オーディオを強化したフラッグシップモデルにあたる「VSシリーズ」と、MIDI機能に限定させた「Liteシリーズ」の3つのシリーズがある。
現在、Singer Song Writerの上位版となるABILITYが販売されている。

## 概要
日本国内製の多くのDAWが数ある海外のDAWに淘汰される中、五線譜を中心としたMIDI入力機能で操作が分かりやすく、他社ソフトにないMIDI機能が充実している。コードに合わせてアレンジデータを貼り付けることができるアレンジ機能をはじめ、MIDIを本物らしくするスタイルシミュレーター機能、ローランド社・ヤマハ社の主要音源コントローラー機能、自動伴奏作成機能、コード判定機能、鼻歌入力機能、着メロ作成機能、エクスクルーシブデータのパレット入力機能など。
DTM初心者の入門ソフトとして制作されており、説明書はガイドブックのように非常に丁寧に掲載されている。DTMの初心者向けとして、2003年にはNHK教育「趣味悠々」でSSW Lite 4.0が教材に採用されたり、タモリ倶楽部で鼻歌機能を紹介された。デアゴスティーニ社が発行している週刊誌My music studio(以下MMS)に付属した。

## ミュージ郎
1990年代のいわゆるmidi時代に本製品はローランド社のDTM入門者向けパッケージ製品『ミュージ郎』にバンドルされていた。当時の評価はあくまで他のシーケンスソフトを補佐する「アレンジができるソフト」という位置づけだった。だがSSW 5.0でSSW上で音源のインサーション・エフェクト等を操作できる「音源コントローラー」機能を搭載させて音源との親和性を高めたことにより、SSWがミュージ郎のメイン・シーケンスソフトとなった。
しかし、2000年にローランドがDTM音源にオーディオインターフェイスを搭載させた新型音源SC-D70をリリースすると、ローランドは以前からオーディオ機能に強かった「Cakewalkシリーズ」をメイン・ソフトに採用して、オーディオを扱うことを前提としたパッケージ「ミュージ郎Digital Studio」を発売した。さらに、翌2001年にはSSWが6.0VSを発表してオーディオ機能を強化するものの、「Cakewalkシリーズ」も「SONAR」へと変貌を遂げ、パッケージ品も「SONAR Digital Studio」となった。しばらくは並行してSC-8850・SC-8820にSSW 6.0をバンドルさせた「ミュージ郎V6」が販売されていたが、DTMでオーディオを扱うことが常識化し、2002年には「ミュージ郎シリーズ」は消滅し、SSWのバンドルは終了した。
この頃になるとソフト自身も成熟し、開発ペースが遅くなった。さらに制作元であるインターネット社が最も安価で売れ筋であるLiteシリーズと同社の波形編集ソフトウェア「Sound it!シリーズ」を重視した販売戦略、新コンセプト音楽作成ソフトウエア「MIXTURE」の発表などを行っているため、SSWはバージョンアップ2009年までの7年に渡り一次停止した（後述）。

### SSW 7.0VS騒動
2002年に、SSWを発売するインターネット社のHP上で、『ACIDファイルとVSTiに対応させた「SSW 7.0VS」を発売する』と公式発表された。だが、開発の遅れなどから、相次いで発売延期が発表され、結果的に7.0VSの前にACIDファイルとVSTiに対応させた通常版「SSW 7.0」をリリースしてしまった。このため、7.0VSは8.0VSに引き継がれる形で消滅してしまった。この一件により、VSシリーズはフラグシップモデルでありながら、ACIDファイルとVSTiへの対応が通常版よりも1年間遅いという事態が続き、ユーザーからの不満も多かった。
DTM雑誌「DTMマガジン」2008年2月号によると、「2008年の夏にSSW 9.0VSを発売する予定」と発表されたが、発売されなかった。

## 開発再開
2009年12月12-13日に開催されたIMSTA FESTAで、Singer Song Writer VS 9.0（開発途中のα版）がお披露目され、2010年2月頃の発売と発表され、翌年2010年4月30日にSinger Song Writer 9 Professionalが、2010年7月2日にSinger Song Writer 9 Standardが発売された。また2014年6月19日発売の新バージョンはオーディオ機能とMIDI機能を強化し、「ABILITY Pro」（アビリティプロ）「ABILITY」（アビリティ）と名称が変更された。

## ラインナップ

### Singer Song Writer VS / Singer Song Writer Professional シリーズ
SSWシリーズのフラッグシップモデルで、最上位機能を有する。「VS」とは「Virtual Studio」の略。通常のシリーズよりもオーディオ機能が大幅に強化されている。現在の最新バージョンは、2012年11月9日にリリースされたSinger Song Writer 10 Professionalである。
なお、「VS」は5.0VSから使用されているネーミングだが、6.0VS・8.0VSはあるものの、その間の7.0VSは存在しない。
Singer Song Writer Audio for Windows（1996年2月発売）
SSW V3の上位モデルとして登場。SSW V3の機能に加え、オーディオトラックを8トラック装備、録音した単音の音声データをMIDIデータに変換するWAVE to MIDI機能などのオーディオ機能を搭載した。
Singer Song Writer 5.0VS for Windows（1999年9月24日発売）
オーディオトラックを装備する上位モデルとしては第二弾であるが、普及モデルの5.0の大幅な改変に伴いバージョンナンバーを統一した。DAWソフトとしては珍しくMTRのようにV-Trackという概念を採用していた。このため、V-Track部分のトラック数を確保するため、8×8V-Trackとなっていた。
Singer Song Writer 6.0VS for Windows（2001年9月19日発売）
5.0VSでのV-Track概念はそのままに、トラック数を32×8V-Trackに強化。他にも音楽CD作成機能なども追加され、ほぼ現在のスタイルとなった傑作。ただし、VSTiとACIDファイルには対応していなかった。
Singer Song Writer 8.0VS for Windows（2003年12月19日発売）
ユーザーインターフェイスが一新すると同時に、通常版に遅れること1年で、ようやくVSシリーズがACIDファイルとVSTiに対応した。そして、本バージョンからVSTエフェクトにも対応したが、標準搭載のオーディオエフェクトはすべて非VSTとなっている。また、今までのV-Trackという概念をやめ、256トラックとなった。ちなみに、この8.0VSには、通常版と同じLinPlug社製のソフトシンセに加えローランドの「HyperCanvas」も付属している。
Singer Song Writer 9 Professional（2010年4月30日発売）
実に6年半ぶりのフラッグシップモデルのバージョンアップとなり、VSシリーズからProfessionalシリーズに切り替わった。ユーザーインターフェイスが一新されたほか、新しいオーディオエンジンを搭載し、オーディオ機能・編集機能を大幅強化。MIDI/Acid対応Audio Loop素材も大量に搭載し、ReWireホストクライアント両対応、VSTiからMIDIデータのドラッグ&ドロップ対応、英国Sonnox社製のリバーブ・イコライザ・リミッターを搭載。また、8.0VS/8.0より後発のLite5.0以降で強化された楽譜印刷機能も引き継がれている。
Singer Song Writer 10 Professional（2012年11月9日発売）
ボーカルエディタ機能、フレーズ機能、VOCALOID3のReWireホスト・クライアント両対応した。独自開発のVSTエフェクトや、Native Instruments社の「KOMPLETE ELEMENTS」を標準で収録されている。
ABILITY Pro（2014年6月19日発売）
ボーカルエディタ機能に機能が追加された。VSTが64個まで使用可能となっている。
ABILITY 2.0 Pro（2016年5月19日発売）
ABILITY 3.0 Pro（2019年7月18日発売）
ABILITY 4.0 Pro（2022年5月27日発売）
ABILITY 5 Pro(2023年12月7日発売)
タブ譜(4弦、5弦、6弦)のシングルトラックによる表示および入力に対応、IK Multimedia社の「MODO BASS SE」が付属、ARA2対応などを強化。

### Singer Song Writer / Singer Song Writer Standard シリーズ
SSWシリーズの基幹となるシリーズ。当初はMS-DOS対応アレンジソフトという扱いだったが、バージョンアップを重ねる毎にMIDIシーケンサーとして進化し、5.0以降はオーディオトラックも装備されるようになった。以前はVSシリーズとの差別化のため、オーディオ機能は乏しかったが、後のバージョンではオーディオ機能も充実してきている。
現在の最新バージョンは、2012年11月9日にリリースされたSinger Song Writer 10 Standardである。
Singer Song Writer V3 for Windows
Singer Song Writer 4.0 for Windows
Singer Song Writer 5.0 for Windows（1999年6月発売）
発売と同時にローランド社のミュージ郎シリーズにバンドルされた。ローランド社のDTM音源であるSC-8850やSC-88Proの内蔵エフェクトコントローラーを付属させ、その親和性を発揮させた。
Singer Song Writer 6.0 for Windows（2001年1月27日発売）
5.0に続き、こちらも発売されるとミュージ郎シリーズに採用され、ミュージ郎側のシリーズ名も「ミュージ郎V6」とSSW側のバージョンが前面に押し出されていた。
Singer Song Writer 7.0（2002年12月13日発売）
前出の7.0VS問題の渦中で発売されたバージョン。SSWシリーズで初めてACIDファイルとVSTiに対応したことから、8.0VSが登場するまで、VSユーザーでもこの7.0を使用していた人が多かった。このシリーズ以降、VSTiとしてローランド『EDIROL VSC 3.2』(VSTi版)、LinPlug Virtual Instruments社『LinPlug ALPHA』(VSTi)、『daOrgan』(VSTi)、『RM III』(VSTi)、ACIDファイル素材集『Real Loops Vol.1 Basic』（CD-ROM）が付属される。
Singer Song Writer 8.0（2004年3月19日発売）
8.0VSの機能限定版。オーディオトラックが、7.0の2倍にあたる16トラックに増えた。
Singer Song Writer My music studio
デアゴスティーニ社が発行している週刊誌My music studio(以下MMS)に付属。
1号の時点では多くの機能が制限されているが、数号ごとに機能が開放されていき、雑誌で扱っている部分に合わせてゆっくりとステップアップをしながら学んでいけるようになっている。
MMSを50号まで集めると、全機能が使えるようになる。
Singer Song Writer 9 Standard（2010年7月2日発売）
標準版も6年4ヶ月ぶりに9 Standardとしてリリースされた。9 Professionalに対し機能が一部限定され、SonnoxのVSTエフェクトや一部のVSTiも搭載されないが、強化された基幹部分は9 Professionalと同等である。
Singer Song Writer 10 Standard（2012年11月9日発売）
ボーカルエディタ機能、フレーズ機能、VOCALOID3のReWireホスト・クライアント両対応。独自開発のVSTエフェクトや、Native Instrumentsの「KOMPLETE ELEMENTS」を標準で収録されている。
ABILITY（2014年6月19日発売）
フラグシップモデルにしか付属していなかった「HyperCanvas」が付属。
ABILITY 2.0 Elements（2016年5月19日発売）
ABILITY 3.0 Elements（2019年7月18日発売）
ABILITY 4.0 Elements（2022年5月27日発売）
ABILITY 5 Elements(2023年12月7日発売)
タブ譜(4弦、5弦、6弦)のシングルトラックによる表示および入力に対応、ARA2対応などを強化。

### Singer Song Writer Liteシリーズ
Startが出るまではSSWシリーズの中で最も安価なシリーズで、DTMの入門ソフトとして有名なシリーズ。実は、ラインナップ3シリーズのうち、一番売れているのはこのLiteシリーズである。
2019年6月現在の最新バージョンは、2016年7月28日にリリースされたSinger Song Writer 9.5 Lite。
Singer Song Writer Lite for Windows
Roland社の『ミュージ郎』シリーズにバンドルされていた。
Singer Song Writer Lite 2.0（1998年4月25日発売）
99年春までミュージ郎シリーズにバンドルされ、「Singer Song Writer GS」と表記されていた。前版では1トラックしか表示されなかった五線譜が複数表示されるようになり、反復記号も使えるようになった。トラック全体をグラフで表示するソングエディタ機能が追加された。対応OSはWindows 95およびNTにのみだったが、2000年にはMacintosh版も発売された。
Singer Song Writer Lite 3.0 for Windows（2000年7月14日発売）
NTTドコモ502iシリーズの着信メロディー作成機能が付加された。2001年12月5日にはMacintosh版も発売された。
v3.5へアップデートすることにより、auの着信メロディー作成機能や、携帯音源によるプレビュー機能など、着信メロディーに関する機能が強化される。また、「iモード着メロ登録サービス」も利用できた。
Roland社のVSC 3.2がバンドルされており、VSC 3.2をインストールすることにより、作成した楽曲ファイルをWAV形式で保存できるようになる。
Singer Song Writer Lite 4.0（2002年5月17日発売）
音楽CD作成機能が追加された。装飾音の入力、音符の旗をつながない設定などの細かな機能の改善。
Singer Song Writer Lite 5.0（2006年4月21日発売）
SSW 5.0より後発のため、シリーズ最下位グレードだが楽譜印刷機能などのごく一部分に関しては、8.0VSにも搭載されていない機能が装備された。また、ユーザーインターフェイスについても8.0/8.0VSから一部改良されている。このバージョンからLiteもオーディオ2トラックに対応した。別売のArrange Data 2004(Lite対応版)も搭載されている。
Singer Song Writer Lite 6.0（2008年11月5日発売）
DTMマガジン 2008年10月号にて、6.0Liteの発売が発表された。ユーザーインターフェイスが一新され、トラックアイコンが使用可能になった。オーディオも4トラックに増え、Lite 5.0では不可能だったWavデータのインポートが可能になった。オーディオフレーズサンプルが付属。
Singer Song Writer Lite 7（2011年2月18日発売）
Singer Song Writer 9のProfessionalと同じAUDIOプロセッシングとMIDIエンジンを搭載し、GUIも改善された。2011年4月20日には、Singer Song Writer Lite 7 VOCALOID 2 Packが発売された。この製品以降に発売されたシリーズには「INTERNET ASIOドライバー」が付属。
Singer Song Writer Lite 7 for Rana
小学館集英社プロダクションの隔週刊誌「ボカロPになりたい!」の創刊号に付属。最初から全機能を使えるが、使用期間が設けられており、更新するためには後の号で定期的に発行されるシリアルナンバーが必要。全30号の応募券を集めて送付すると、永久版へのバージョンアップ用のシリアルナンバーが発行された。
Singer Song Writer Lite 8（2013年4月4日発売）
オーディオ、MIDIエンジンを一新、Liteシリーズ初の「ボーカルエディタ」が搭載。
Singer Song Writer Lite 9（2014年10月23日発売）
フラグシップモデルにしか付属していなかった「HyperCanvas」が付属。「ABILITYファミリー」と位置づけられており、オーディオ・MIDIエンジンは「ABILITY Pro/ABILITY」と同一となっている。
Singer Song Writer Lite 9.5（2016年7月28日発売）
64ビットネイティブ対応により64ビットOS上で高速かつ安定した動作を実現。ダウンロード版のみの提供。
Singer Song Writer Lite 10（2020年1月28日発売）
コードパット、ビートエディタ、UVI Model D、LinPlug Octopus、Phaser、Chorus2搭載

### Singer Song Writer Start
Singer Song Writer Start（2011年3月18日発売）
Liteの下位エディションとして新規に設定されたエディション。MIDIトラックが16しかないなど、7 Liteよりさらに機能が制限されている。